# Lagarosiphon major
Lagarosiphon élevé
Espèce
Classification phylogénétique
Lagarosiphon major (autrefois aussi nommé Elodea crispa et dont le nom commun est Lagarosiphon élevé) est une espèce de plante à fleurs de la famille des Hydrocharitaceae. C'est une plante aquatique ayant pour noms communs anglais sont African elodea, curly waterweed, oxygen weed et South African oxygen weed.

## Origine biogéographique
Cette espèce est native du sud de l'Afrique (Zimbabwe, Botswana, Lesotho, Afrique du Sud).

## Écologie
Cette espèce est strictement aquatique et ne supporte pas l'exondation. Elle se montre donc sensible aux fluctuations du niveau de l'eau (phénomène étudié sur le lac Rotoma en Nouvelle-Zélande de 1973 à 1980.

## Invasivité

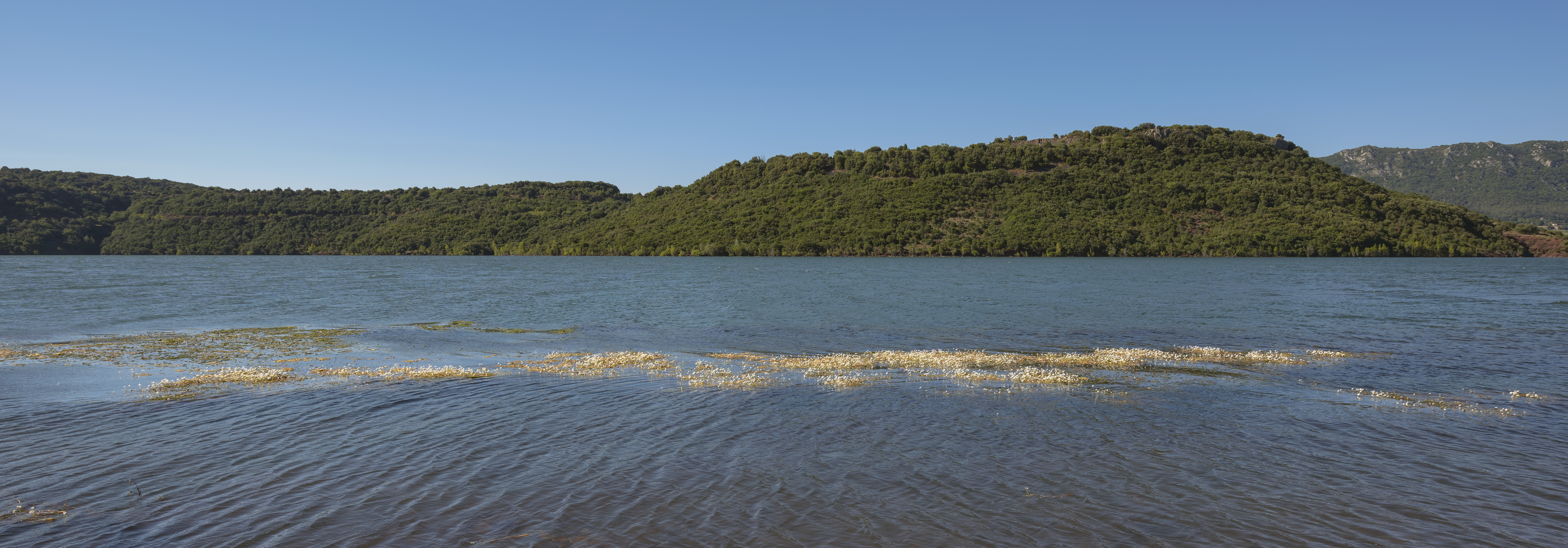
Des fleurs de Lagarosiphon major visibles à la surface du lac du Salagou.

En Europe, L. major est inscrite depuis 2016 dans la liste des espèces exotiques envahissantes préoccupantes pour l’Union européenne. Cela signifie qu'elle ne peut pas être importée, cultivée, commercialisée, plantée, ou libérée intentionnellement dans la nature, et ce nulle part dans l’Union européenne.
En France, cette espèce est légalement inscrite sur la liste annexée à l'Arrêté du 14 février 2018 relatif aux espèces végétales exotiques envahissantes sur le territoire métropolitain.
En Suisse, le grand lagarosiphon est inscrit dans la liste "1. Espèces dont il est prouvé qu’elles causent des dommages à l’environnement".
Comme beaucoup d'autres espèces de cette famille, certaines espèces de ce genre (ex : Lagarosiphon major) se montrent localement invasives dans une partie des endroits où elles ont été introduites hors de leur milieu naturel.  Ainsi L. major après avoir été trouvé une première fois sur le lac Taupo (Nouvelle-Zélande) en 1966 occupait en 1979 « la plupart si ce n'est tous les sites potentiellement colonisables du lac ».
C'est au sein de son genre, l'espèce qui est depuis quelques décennies en plein développement dans le monde et se montre localement invasive, notamment en Nouvelle-Zélande et aux États-Unis.
Selon Tela botanica, L. Major est aussi déjà trouvé dans plus d'une dizaine de départements français, du Sud-Ouest et des Pyrénées  au département de la Somme en passant par le bassin de la Loire (mais est protégé en Nouvelle-Calédonie). Elle était déjà trouvée en Belgique dans les années 1990 (dans la Meuse à Lives-sur-Meuse). Elle est aussi retrouvée en Irlande.
Dans un même habitat, plusieurs espèces appartenant à ce genre peuvent parfois entrer en compétition avec d'autres espèces proches de même famille (Hydrocharitaceae), qui se montrent également souvent invasives.
Divers moyens de lutte, y compris par des désherbants chimiques ont été tentés, mais souvent vainement ou avec des succès partiels, et avec des effets collatéraux indésirables.

## Utilisations
Cette espèce est utilisée comme plante d'aquarium.
Comme d'autres espèces et genres de la même famille, ces plantes se montrent capables de pomper certains ions métalliques toxiques de l'eau, et peuvent donc être utilisées pour le biomonitoring de ces métaux (ou métalloïdes, dont arsenic) dans l'environnement aquatique.

## Risques de confusions
L'espèce peut être confondue avec des espèces proches du même genre : ce genre regroupe : 
1. Lagarosiphon cordofanus (Hochst.) Casp. - Cameroun + Éthiopie à Namibie + Mpumalanga
2. Lagarosiphon hydrilloides Rendle - Ghana, Kenya, Ouganda
3. Lagarosiphon ilicifolius Oberm. - Ouganda à Namibie
4. Lagarosiphon madagascariensis Casp. - Madagascar
5. Lagarosiphon muscoides Harv. - Mali au Soudan et jusqu'au KwaZulu-Natal
6. Lagarosiphon rubellus Ridl. - Angola
7. Lagarosiphon steudneri Casp. - Éthiopie
8. Lagarosiphon verticillifolius Oberm. - Mozambique, Zimbabwe, KwaZulu-Natal, Swaziland, Mpumalanga, Limpopo

ou avec quelques espèces de genres appartenant à la même famille :
- Elodea
- Hydrilla
- Egeria
- Lagarosiphon